# ماريا أليخاندرا غوزمان
ماريا أليخاندرا غوزمان هي عارضة ومقدمة تلفزيونية دومينيكانية، ولدت في 4 أكتوبر 1984 في سانتو دومينغو في جمهورية الدومينيكان.